# C. Frank Reavis

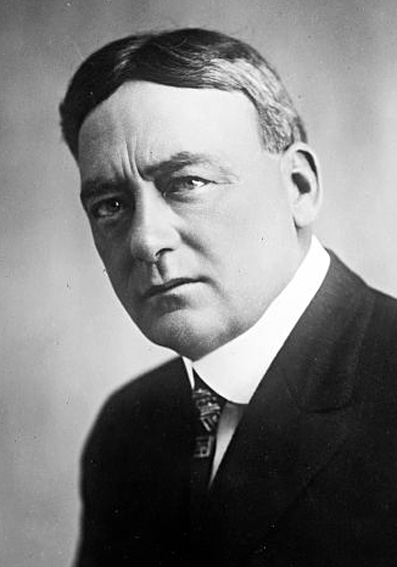
C. Frank Reavis

Charles Frank Reavis (* 5. September 1870 in Falls City, Nebraska; † 26. Mai 1932 in Lincoln, Nebraska) war ein US-amerikanischer Politiker. Zwischen 1915 und 1922 vertrat er den ersten Wahlbezirk des Bundesstaates Nebraska im US-Repräsentantenhaus.

## Werdegang
Frank Reavis besuchte die öffentlichen Schulen seiner Heimat und anschließend die Northwestern University in Evanston (Illinois). Nach einem Jurastudium und seiner im Jahr 1892 erfolgten Zulassung als Rechtsanwalt begann er in Falls City in seinem neuen Beruf zu arbeiten.
Reavis wurde Mitglied der Republikanischen Partei. Zwischen 1894 und 1896 war er Bezirksstaatsanwalt im Richardson County. Bei den Kongresswahlen des Jahres 1914 wurde er in das US-Repräsentantenhaus gewählt. Dort löste er am 4. März 1915 den Demokraten John A. Maguire ab, den er bei der Wahl geschlagen hatte. Nach einigen Wiederwahlen verblieb er bis zu seinem Rücktritt am 3. Juni 1922 im Kongress.
Nach seiner Zeit im Kongress wurde Reavis noch im Juni 1922 zum Sonderstaatsanwalt der Bundesregierung ernannt. Er hatte die Aufgabe, Betrugsfälle im Zusammenhang mit den Kriegsausgaben zur Anklage zu bringen. Dieses Amt bekleidete er bis zum 1. Juni 1924. Danach zog er nach Lincoln, wo er als Rechtsanwalt arbeitete. In dieser Stadt verstarb C. Frank Reavis am 26. Mai 1932.